# 西伯·斯赫赖弗斯
西伯·斯赫赖弗斯（荷蘭語：Siebe Schrijvers；1996年7月18日—）是一名比利時的職業足球員，司職前鋒，現效力於比甲球隊奧特海維利。

## 足球生涯
2012年12月6日，他首次代表亨克在歐霸盃對戰巴素利，2013年10月19日對戰皇家利亞斯攻入首個入球。

## 外部連結
- Belgium stats （页面存档备份，存于） at Belgian FA
- Siebe Schrijvers （页面存档备份，存于） at Soccerway